# 2 Chainz
Таухи́д Эппс (род. 12 сентября 1977, Колледж-Парк, Джорджия, США), более известный как 2 Chainz (читается ту чейнз) — американский рэпер, продюсер, автор песен, актёр, предприниматель, бизнесмен, инвестор, филантроп и активист.
В феврале 2012 года Эппс подписал контракт с Def Jam Recordings, поставив печать Universal Music Group. В следующем августе он выпустил свой дебютный студийный альбом «Based on a T.R.U. Story», который получил смешанные отзывы. В этом альбоме было три успешных сингла: «No Lie», «Birthday Song» и «I’m Different», которые вошли в топ-50 Всемирного чарта Billboard Hot 100 и были сертифицированы Золотым статусом или выше по системе RIAA, позже и сам альбом был удостоен Золотого статуса. Его второй студийный альбом «B.O.A.T.S. II: Me Time» был выпущен 11 сентября 2013 года. Он был поддержан такими синглами, как «Feds Watching» и «Used 2».

## Детство
Таухид Эппс родился в Колледж-Парке, Джорджия. Он обучался в Средней школе Севернго Клейтона, где играл в баскетбол и занял второе место в своём классе. В старших классах он баловался марихуаной и потом, в возрасте 15 лет, его поймали за хранение кокаина. Позже он продолжил обучение в Алабамском университете, там молодой Эппс играл в баскетбольной команде с 1995 по 1997 год. Из 35 игр, в среднем он получал 45,8 очков, 11 из которых были передачами и 10,6 подборами.
На интервью у известного музыкального журнала Rolling Stone его спросили о давних слухах, что он окончил Алабамский университет со средней оценкой 4.0 по GPA, о котором много говорили во всех информационных порталах, в том числе и Википедии, 2 Chainz сказал: «Не верьте Wack-ipedia. Там много ложных вещей, до такой степени, что каждый раз, когда я пытаюсь исправить одну вещь, появляется что-то ещё.». Фактически, он перешёл в Университет штата Вирджинии из-за обстоятельств, о которых он не охотно говорил. «Я попал в беду, пошел куда-то ещё и вернулся, но я окончил школу, и все. Так всё было», — говорил он.

## Карьера музыкального артиста

### 1997—2010: Playaz Circle и Disturbing tha Peace
Эппс сформировал хип-хоп дуэт Playaz Circle (слово «Playaz» является бэкронимом для «Готовим Легальные Активы на Будущее от А до Я») в Колледж-Парке, Джорджия в 1997 году, с его школьным другом, Эрлом Коньерсом, в то время Эппс взял «Tity Boi» в качестве своего прозвища. После выхода независимого альбома под названием United We Stand, United We Fall (2002) дуэт был предложен попутчику из Атланты Лудакрису, когда он переехал в свой комплекс апартаментов Колледж-Парк, в то время как он выступал в качестве диджея. Заинтересовавшись Playaz Circle, Лудакрис записал несколько треков с группой, проигрывая некоторые треки на своей радиостанции.
Лудакрис стал одним из самых популярных и продаваемых рэперов в Южной Америке. Узнав о своей ситуации, Лудакрис предложил Эппсу, чтобы их дуэт присоединился к его недавно сформированному лейблу Disturbing Tha Peace, дочерней компании Def Jam Recordings. Эппс согласился подписать контракт, хотя Коньерс официально не присоединился к лейблу, пока его мать не выздоровела, через год он присоединился к коллективу.
Их дебютный альбом Supply & Demand был выпущен 30 октября 2007 года. Нынешний сингл и дебютный сингл Duffle Bag Boy стали городским хитом. Некоторые песни были записаны с известным рэпером Лил Уэйном и была исполнена дуэтом на BET Hip Hop Awards. 29 сентября 2009 года дуэт выпустил свой второй студийный альбом Flight 360: The Takeoff. В январе 2010 года Playaz Circle снял музыкальное видео для своего сингла «Big Dawg» с участием Лила Уэйн и Бердмана в Studio Space Atlanta. Вскоре после этого, Эппс покинул «Disturbing tha Peace», шаг, который он предпринял, был для того, как он утверждал, для продвижения своей карьеры. Хотя Лудакрис изначально и не позволял Эппсу покидать лейбл(поскольку он чувствовал, что он будет ещё финансово выгоден), но в итоге принял своё решение.

### 2011-12: Изменение имени и Based on a T.R.U. Story
На протяжении всей карьеры Эппса, критики и поклонники считают псевдоним «Tity Boi» унизительным по отношению к женщинам, хотя он неоднократно отрицал подобные обвинения. В начале 2011 года Эппс решил изменить свое сценическое имя на 2 Chainz, так как он считал его более «семейным». После смены имени, Эппс выпустил микстейп под названием T.R.U. REALigion, который станет первым микстейпом, появившимся в музыкальных чартах, достигнув 58 позиции на американском Билборде в жанре Top R&B/Hip-Hop Albums chart. После успешного микстейпа, Эппс часто появлялся в качестве гостя у многих знаменитых рэперов, таких как Канье Уэст («Mercy») и Ники Минаж («Beez in the Trap»).
24 марта 2012 года, Эппс анонсировал свой дебютный студийный альбом, «Based on a T.R.U. Story» (первоначальное название T.R.U. to My REALigion) дата релиза была 14 августа 2012 года. Первым синглом с альбома был «No Lie», совместно с канадским рэпером Дрейком и был выпущен 8 мая 2012 года. 11 мая было предположение, что Эппс подписал контракт с лейблом Канье Уэста, после его твита: «2 Сhainz — это 100к за песню, потому что он Б. О. О.Г!!!!!». Однако, Эппс опроверг этот слух, сказав: «Он просто сказал, что я
очень хорош. Но мы говорили с ним о этом, и я думаю, что он ставит свою марку под угрозу, делая это бизнесом. Поэтому, я думаю, он почувствовал, что это должно остаться там, где сейчас находится.». 30 мая 2012 года Сиара сказала, что 2 Chainz будет представлен в «Sweets», предназначенным её первым синглом в пятом студийном альбоме «One Woman Army».
Альбом «Based on a T.R.U. Story» дебютировал на первом месте в Билборде, продав 147 тысяч копий за первую неделю. Альбом был встречен смешанными отзывами, набрав всего 55 балов на Метакритике. По состоянию на 23 сентября 2012 года было продано более 280 тысяч копий в Соединённых Штатах. В сентябре Эппс выступил на церемонии 2012 MTV Video Music Awards вместе с давним другом Лил Уэйном. После выхода своего дебютного «Based on a T.R.U. Story», Эппс сделал важные шаги. Он упростил свой тур, расписав его на множество дат, номинированных более чем на 13 BET Hip Hop Awards, принеся домой 4 трофея, заработал «Человек Года» в журнале Source Magazine, затем выпустил совместную работу с ADIDAS и позже с Beats By Dre и был номинирован на три премии Grammy, включая Best Rap Album, Эппс сделал значительные успехи.

### 2012-15: B.O.A.T.S. II: Me Time и ColleGrove
В конце 2012 года Эппс заявил, что закончил тур B.O.A.T.S. и скоро вернётся обратно в студию. В ноябре 2012 года 2 Chainz заявил, что три песни в его втором студийном альбоме будут иметь глубокий смысл. Предполагаемая дата альбома — апрель 2013 года. Рэпер был гостем на NBC в эпизоде телесериала Закон и порядок: Специальный корпус, который транслировался 8 мая 2013 года. Он также появлялся во 2 сезоне (16 эпизоде) телесериала Две девицы на мели, транслируемый по телеканалу CBS, где он путешествует на тех же частных самолётах, что и два главных персонажа. 23 мая 2013 года он объявил, что его второй студийный альбом «B.O.A.T.S. II: Me Time» выйдет 10 сентября 2013 года. 2 июня 2013 года, Эппс сделал премьеру своего первого сингла с альбома «Feds Watching» в Hot 97's Summer Jam. Песня совместная с Уильямсом Фареллом была записана в ночь наград Grammy 2013 года. 15 июня Эппс объявил, что его вторым альбомом станет «B.O.A.T.S. II: Me Time». Альбом был выпущен с помощью студии Def Jam Recordings, 10 сентября 2013 года.
В альбоме «B.O.A.T.S II: Me Time» выступили приглашённые гости: Fergi, Drake, Lil Wayne, Dolla Boy, Pusha T, Mase, Chrisette Michele, Iamsu!, T-Pain, Rich Homie Quan, Lloyd и многие другие. Альбом был спродюсирован с помощью Diplo, Mike Will Made It, Drumma Boy, J.U.S.T.I.C.E. League, Mannie Fresh, Wonder Arillo, Da Honorable C-Note, и DJ Toomp. Он также был поддержан синглом «Used 2» и рекламными синглами «Where U Been?» и «Netflix». После выхода альбома, критики встретили его, в основном, положительными отзывами. Он так же довольно прилично дебютировал в коммерческом плане, заняв третье место в чарте Билборд, и второе место в Top R&B/Hip-Hop Albums chart, продав более 63 тысяч копий за первую неделю.
23 октября 2013 года Эппс сказал, что он начал работать над своим третьим студийным альбомом сразу после выпуска «B.O.A.T.S. II: Me Time». Он также заявил, что у него есть первый сингл с третьего альбома, готовый к выпуску, и что он все ещё хочет встретиться с Jay-Z, чтобы записать с ним совместный трек для альбома. В ноябре 2015 года 2 Chainz показал, что выпускает совместный альбом с Lil Wayne под названием «ColleGrove». 5 мая 2014 года Эппс выпустил совершенно новый мини-альбом под названием «FreeBase» для бесплатного цифрового скачивания. Он включал в себя 7 треков, в которых были совместные работы с Boosie Badazz, ASAP Rocky, Rick Ross и многими другими. Мини-альбом скачали более 200 тысяч раз. В январе 2014 года был выпущен промосингл «I’m A Dog»

### С 2016: Pretty Girls Like Trap Music
27 января 2016 года Эппс выпустил ещё один мини-альбом под названием «Felt Like Cappin», который был загружен на онлайн-потоковые сайты и iTunes, мини-альбом начал продвигаться из-за сингла с участием Lil Wayne «Back On That Bullshit».

## Личная жизнь

### Семья
У Эппса две дочери: Heaven и Harmony. 14 октября 2015 года 2 Chainz приветствовал[как?] своего третьего ребёнка под именем Halo.

### Проблемы с законом
В возрасте 15 лет Эппс был осужден за незаконное хранение кокаина. 14 февраля 2014 года 2 Chainz был арестован в Мэриленде по пути на концерт UMES за хранение марихуаны.
11 июня 2013 года Эппс был арестован находясь на борту самолёта, отправлявшегося в Лос-Анджелес, за пакет марихуаны и прометазина. Он был арестован и обвинён в незаконном хранение наркотиков. Позже, в тот же день, он заплатил $10.000 и был выпущен. Он должен был вернуться в суд 21 июня 2013 года. За два дня до этого, как сообщается, его ограбили под дулом автомата возле диспансера медицинской марихуаны в Сан-Франциско.
Незадолго до полуночи, 21 августа 2013 года в Оклахома-Сити, штата Оклахома, был задержан автобус Эппс, так как задние фонари были выключены. Офицер сообщил, что почувствовал запах марихуаны и увидел дым через открытую дверь автобуса после того, как автобус остановился. Водитель автобуса закрыл дверь и сказал офицерам, что ему не разрешено пускать их в автобус. Офицер сказал, что запах марихуаны дал ему вероятную причину для обыска, но водитель отказался открывать дверь. После многих попыток войти внутрь, автобус был отбуксирован в учебный полицейский центр Оклахома-Сити. Офицеры получили ордер на обыск и 10 человек, включая Эппса, вышли из автобуса. Полиция обнаружила два полуавтоматических пистолета и помповый дробовик 12-калибра, наряду с некоторыми рецептами обезболивающих и остатки марихуаны в экскурсионном автобусе. В соответствии с документами был подан иск в Окружной Суд Оклахомы.

## Бизнес
В октябре 2016 года он открыл линию толстовок под названием «CEO Millioners» или «Create Every Opportunity Millionaires». Он так же имеет свою собственную линию свитеров, которые называют «Dabbing Sweaters».

## Дискография
- Based on a T.R.U. Story (2012)
- B.O.A.T.S. II: Me Time (2013)
- ColleGrove (2016)
- Pretty Girls Like Trap Music (2017)
- Rap or Go to the League (2019)

## The Real University
6 января 2015 года 2 Chainz заявил, что он основал независимый лейбл «The Real University» (известный так же как «T.R.U.» или «The Real U»). Анонс так же показал, что частые коллаборационисты Cap.1 & Skooly были подписаны. Кроме того, они подписали бывших Young Money, рэпера Short Dawg, теперь более известного как Fresh. Вместе с объявлением о создании лейбла, они также объявили, что они выпустят свой дебютный микстейп TRU Jack City 27 января 2015 года.

### Рэперы
- 2 Chainz
- Cap.1
- Skooly
- Fresh (ранее известный как Short Dawg)
- C White

### Дискография
| Исполнитель | Название     | Детали альбома                                                                         |
| ----------- | ------------ | -------------------------------------------------------------------------------------- |
| Cap.1       | Bird Bath EP | - Дата выхода: 13 января 2015 - Лейбл: The Real University - Формат: Цифровая загрузка |

## Награды и номинации

### BET Awards
| Год  | Номинируемая работа                                     | Категория                 | Результат |
| ---- | ------------------------------------------------------- | ------------------------- | --------- |
| 2013 | 2 Chainz                                                | Best Male Hip-Hop Artist  | Номинация |
| 2013 | «Mercy» (Kanye West, Big Sean и Pusha T)                | Video of the Year         | Номинация |
| 2013 | «Mercy» (Kanye West, Big Sean и Pusha T)                | Best Collaboration        | Номинация |
| 2013 | «No Lie» (Drake)                                        | Best Collaboration        | Номинация |
| 2013 | «No Lie» (Drake)                                        | Video of the Year         | Номинация |
| 2013 | «Fuckin' Problems» (A$AP Rocky, Drake и Kendrick Lamar) | Video of the Year         | Номинация |
| 2013 | «Fuckin' Problems» (A$AP Rocky, Drake и Kendrick Lamar) | Best Collaboration        | Победа    |
| 2013 | «Fuckin' Problems» (A$AP Rocky, Drake и Kendrick Lamar) | Coca-Cola Viewer’s Choice | Номинация |
| 2016 | 2 Chainz & Lil Wayne                                    | Best Duo/Group            | Номинация |
| 2017 | 2 Chainz & Lil Wayne                                    | Best Duo/Group            | Номинация |
| 2017 | «No Problem» (Chance the Rapper и Lil Wayne)            | Best Collaboration        | Победа    |

### BET Hip Hop Awards
| Год  | Номинируемая работа                                     | Категория                                                | Результат |
| ---- | ------------------------------------------------------- | -------------------------------------------------------- | --------- |
| 2012 | «Mercy» (Kanye West, Big Sean и Pusha T)                | Reese’s Perfect Combo Award (Best Collabo, Duo or Group) | Победа    |
| 2012 | «Mercy» (Kanye West, Big Sean и Pusha T)                | Sweet 16: Best Featured Verse                            | Победа    |
| 2012 | «Mercy» (Kanye West, Big Sean и Pusha T)                | Best Club Banger                                         | Номинация |
| 2012 | «Mercy» (Kanye West, Big Sean и Pusha T)                | Best Hip Hop Video                                       | Номинация |
| 2012 | «No Lie» (совместно с Drake)                            | Best Hip Hop Video                                       | Номинация |
| 2012 | «No Lie» (совместно с Drake)                            | People’s Champ Award                                     | Победа    |
| 2012 | Himself                                                 | Rookie of the Year                                       | Победа    |
| 2012 | Himself                                                 | Made You Look Award                                      | Номинация |
| 2012 | Himself                                                 | Hustler of the Year                                      | Номинация |
| 2012 | Himself                                                 | MVP of the Year                                          | Номинация |
| 2013 | Himself                                                 | MVP of the Year                                          | Номинация |
| 2013 | Himself                                                 | Best Live Performer                                      | Номинация |
| 2013 | Himself                                                 | Made You Look Award                                      | Номинация |
| 2013 | «Fuckin' Problems» (A$AP Rocky, Drake и Kendrick Lamar) | Best Hip Hop Video                                       | Номинация |
| 2013 | «Fuckin' Problems» (A$AP Rocky, Drake и Kendrick Lamar) | Reese’s Perfect Combo Award (Best Collabo, Duo or Group) | Победа    |
| 2013 | «Fuckin' Problems» (A$AP Rocky, Drake и Kendrick Lamar) | Best Club Banger                                         | Номинация |
| 2013 | «Fuckin' Problems» (A$AP Rocky, Drake и Kendrick Lamar) | People’s Champ Award                                     | Номинация |
| 2016 | «Watch Out»                                             | Best Hip Hop Video                                       | Номинация |
| 2016 | «No Problem»                                            | Sweet 16: Best Featured Verse                            | Номинация |

### Grammy Awards
| Год  | Номинируемая работа                                     | Категория            | Результат |
| ---- | ------------------------------------------------------- | -------------------- | --------- |
| 2013 | Based on a T.R.U. Story                                 | Best Rap Album       | Номинация |
| 2013 | «Mercy» (Kanye West, Big Sean и Pusha T)                | Best Rap Performance | Номинация |
| 2013 | «Mercy» (Kanye West, Big Sean и Pusha T)                | Best Rap Song        | Номинация |
| 2014 | «Fuckin' Problems» (ASAP Rocky, Drake и Kendrick Lamar) | Best Rap Song        | Номинация |
| 2017 | «No Problem» (Chance the Rapper и Lil Wayne)            | Best Rap Song        | Номинация |
| 2017 | «No Problem» (Chance the Rapper и Lil Wayne)            | Best Rap Performance | Победа    |

### Soul Train Awards
- 2012: Лучшая хип-хоп песня года: «Mercy» (Канье Уэст, Big Sean и Pusha T) (Победа)[61]
- 2012: Лучшая хип-хоп песня года: «No Lie» (Дрейк) (Номинация)[62]